# Halone anartoides
Halone anartoides är en fjärilsart som beskrevs av Walker 1866. Halone anartoides ingår i släktet Halone och familjen björnspinnare. Inga underarter finns listade i Catalogue of Life.